# Corpus vile
Corpus vile (v. lat. corpus Körper, vile wertlos) wird im Lateinischen als Floskel genutzt, um zu verdeutlichen, dass ein Gegenstand, ggf. auch ein Lebewesen, so minderwertig behandelt wird, dass er/es nur als Versuchsobjekt Verwendung findet. Dabei wird kein Gedanke daran verschwendet, welchen Schaden er/es infolgedessen erleiden könnte.
Versuchstiere können demnach als Corpora vilia (Plural) bezeichnet werden. Nichtsdestoweniger sollte man den möglichen Nutzen, den die Menschheit aus den gewonnenen Erkenntnissen ziehen kann, dabei abwägen.
In dem 1971 erschienenen Film Uhrwerk Orange von Stanley Kubrick kann der Protagonist Alex auch als Corpus vile der Wissenschaft bezeichnet werden, da an ihm eine neuartige Therapie durchgeführt wird, die den gewalttätigen Jugendlichen konditionieren soll.
Der Titel von Evelyn Waughs Roman Vile Bodies ist eine Anspielung auf diese Phrase.